# بنجامین تاکر
بنجامین ریکتسون تاکر (انگلیسی: Benjamin Tucker؛ ۱۷ آوریل ۱۸۵۴ – ۲۲ ژوئن ۱۹۳۹) روزنامه‌نگار و فیلسوف اهل ایالات متحده آمریکا بود. تاکر از جمله مدافعین آنارشیسم فردگرا در آمریکا در قرن نوزدهم بود و به آن عنوان «جفرسونیسم غیر وحشت زده» را داده بود. او ناشر و دبیر نشریهٔ آنارشیستی لیبرتی بود.

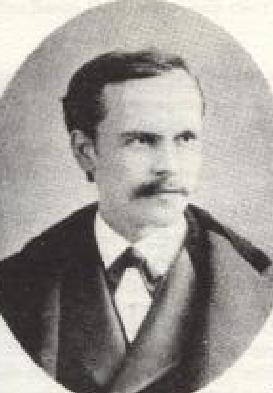
تاکر در سنین جوانی